# Kalanikauleleiaiwi
Kalanikauleleiaiwi [Kalanikauleleiaivi] bila je kraljica otoka Havaji u 17. i 18. stoljeću. Bila je supruga kralja i suvladarica.
Kalanikauleleiaiwi je rođena kao princeza. Njezina je majka bila vladarica Keakealaniwahine, a otac Kaneikaiwilani.
Udala se za svog polubrata Keaweikekahialiʻiokamokua, koji je naslijedio majku. Bila mu je i suvladarica te prateta Kalaniʻōpuʻu-a-Kaiamamaa, koji se susreo s Europljanima.
Smatra se da je bila pretkinja kralja Kamehamehe I.
Njezin prvi muž bio je Kaulahea II., a njihova je kći bila Kekuiapoiwa I.
Svom je polubratu rodila Kalanija Kamu Keeaumoku-nuija. Imala je i kćer Kekelaokalani I.
Treći joj je muž bio Kauaua-a-Mahi, s kojim je imala dva sina, Alapaija i Haae-a-Mahija.
Na kraju se udala za poglavicu Lonoikahaupua, koji je imao visoko porijeklo. Njihova su djeca bila Keawepoepoe i Kanoena.